# Krzysztof Ścierański
Krzysztof Ścierański (Krakkó, 1954. augusztus 24.) – lengyel basszusgitáros.
1973-tól 1976-ig a System rockegyüttesben játszott bátyjával, Pawel Ścierańskival. 1976-tól a legendás krakkói Laboratorium jazz-rock zenekar tagja volt, s hamarosan Lengyelország első számú basszusgitárosaként tartották számon. 5 lemezt adtak ki, Spanyolországban és Indiában is felléptek fesztiválokon.
1980-tól Zbigniew Namysłowski oldalán játszott az Air Conditionben.
1982-ben hozta létre a String Connection triót a hegedűs és zeneszerző Krzesimir Dębskivel és a dobos Krzysztof Przybyłowicz-csal. A '80-as évektől kezdte kialakítani jellegzetes szólójátékát különböző technikai berendezések segítségével. Ekkoriban többször járt Magyarországon (Szentendrén) bátyja és Marek Surczik dobos kíséretében.
A hangszerének szokatlan alkalmazásáról, egyéni stílusú szólójátékáról ismert Ścierański jelenlegi kvartettjét 1999-ben alapította a lengyel dzsesszvilág kiváló fiatal muzsikusaiból. Társai egyike sem mindennapi személyiség: a billentyűs Zbigniew Jakubek az európai hírű Walk Away formációban lett ismertté, míg a lengyel dobolás ifjú titánja, Michał Dąbrówka a Woobie Doobie funk-dzsessz zenekar alapítója. 
Marek Napiórkowski Lengyelország jelenlegi első számú dzsessz- és funky gitárosa, a Funky Groove együttes vezetője. A kvartett minden kétséget kizárólag a legenergikusabb lengyel szupergrup, amely latinos, modern fúziós zenéjével ejti ámulatba hallgatóságát.

## Lemezei
- 1977 – Aquarium Live (Laboratorium)
- 1977 – Modern Pentathlon (Laboratorium)

Paweł Ścierański (gitár),
Mieczysław Górka (dob),
Janusz Grzywacz (billentyűs),
Marek Stryszowski (ének, szaxofon, klarinét)
- 1978 – Diver (Laboratorium)
- 1979 – Quasimodo (Laboratorium)
- 1979 – Nogero (Laboratorium)
- 1980 – Follow Our Kite (Air Condition, Zbigniew Namysłowskival)
- 1981 – Air Condition (Namysłowski-val)
- 1981 – Laokoon

Krzysztof Zgraja (fuvola),
Zbigniew Namysłowski (szaxofon),
Wojciech Kamiński (zongora),
Jacek Bednarek (bass),
Marek Stach (dob),
Reto Weber (dob)
- 1982 – Workholic (String Connection)
- 1982 – At The Last Gate (Orkiestra Ósmego Dnia & K. Ścierański)
- 1983 – New Romantic Expectation (String Connection)
- 1983 – Bass Line
- 1983 – Jazz Hoeilaart '83 (String Connection)
- 1983 – Zbigniew Lewandowski
- 1984 – String Connection Live
- 1984 – Krzysztof Ścierański
- 1984 – String Connection Trio
- 1988 – Confusion (Ścierański–Surzyn Trio)
- 1989 – The King Is In Town (K. Ścierański's Hungarian solo recording with Gábor Szendi)

Szendi Gábor (HU) (ütők),
Malecz Attila (HU) (producer, hangmérnök),
- 1992 – No Radio

Paweł Ścierański (gitár),
Jan Pluta (dob)
- 1992 – Clinical Picture (The Hungarian Bop-Art Orchestra)

Malecz Attila (leader, composer, keyboard)
Krzysztof Ścierański (b. gt, as guest)
Zbigniew Namysłowski (sax, as guest)
Kormos János (e. gt)
Szendi Gábor (drums)
Rudnai Péter (drums)
Faludi Tamás (b. gt)
- 1993 – Far Away From Home

Marek Bałata (ének),
Jacek Kochan (dob),
Zbigniew Namysłowski (szaxofon),
Janusz Skowron (billentyűs),
Tomasz Stańko (trombita),
Paweł Ścierański (gitár))
- 1995 – Music Painters

Bernard Maseli (vibrafon),
Jose Torres (dob, latin ütős, konga)
- 1997 – Clinical Picture (The Hungarian Bop-Art Orchestra)

re-release on a different label
- 1997 – Inna bajka / A different fairy tale (B. Maseli, J. Torres)
- 1998 – Flying Over

Michał Dąbrówka (dob)
01 – Flying Over
02 – Digital Ethnic
03 – Botzwana
04 – Muchy
05 – Kuźnia
06 – Horizon
07 – August 54
08 – Sátoraljaújhely Funk
09 – The Fogg (mgła)
10 – Mercator
- 2004 – Independent

## Külső hivatkozások
- Ścierański hivatalos oldala
- Bővebb diszkográfia